# عفيف البهنسي
عفيف البهنسي (1346- 1439 هـ / 1928- 2017 م)، مؤرّخِ وفنّانِ تشكيلي سوري، وأستاذ جامعي، المدير العام للآثار والمتاحف، ومؤسس كلية الفنون الجميلة، وعضو مؤسس في اتحاد الكتَّاب العرب.

## سيرته
وُلد عَفيف البَهْنَسِي في دمشق، يوم الثلاثاء 27 شوَّال 1346هـ الموافق 17 أبريل (نَيْسان) 1928م، وفيها تلقَّى تعليمه في جميع مراحل الدراسة، حتى حصل على إجازة دار المعلِّمين فيها. ثم نال الإجازة في الحقوق، ودبلوم العلوم الإدارية من جامعة دمشق عام 1950. 
درس الفن في معهد أندره لوت في باريس ودرس تاريخ الفن في معهد اللوفر. حصل على الدكتوراه في تاريخ الفن من جامعة باريس السوربون عام 1964 بدرجة مشرف جداً. حصل على دكتوراه الدولة من جامعة باريس السوربون عام 1978 بدرجة مشرف جداً.
لأسرة البهنسي شجرة وتاريخ محفوظة في المكتبة الوطنية السورية.

## وظائفه ومناصبه
- أول مدير للفنون الجميلة 1962-1971 في سورية
- المدير العام للآثار والمتاحف 1971-1989 في سورية
- مؤسس وأول نقيب لنقابة الفنون الجميلة
- عضو مؤسس في اتحاد الكتاب العرب.
- أستاذ تاريخ الفن والعمارة في جامعة دمشق منذ عام 1959
- مؤسس عدد من المتاحف في سورية
- مؤسس كلية الفنون الجميلة ومراكز الفنون التشكيلية في سورية
- أول رئيس لمجلس إدارة مراكز أبحاث التاريخ والفنون- اسطنبول (1980-1996)

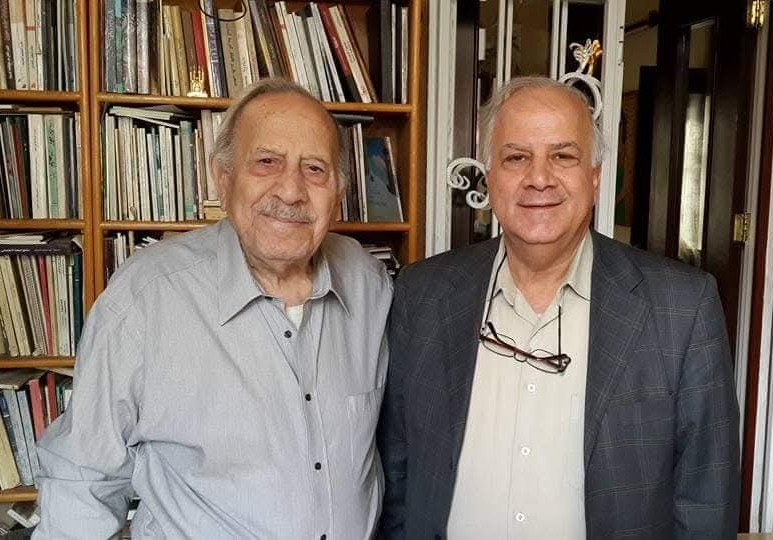
عفيف البهنسي مع الكاتب الباحث غسان كلاس

- عضو مجلس حكماء مؤسسة تاريخ دمشق.

## مؤلفاته
قدّم بهنسي للمكتبة العربية أكثر من 70 كتاباً نالت شهرة عربية وعالمية، وقد ترجم الكثير من مؤلفاته إلى لغات أجنبية كما شارك في تأليف موسوعات عالمية، ووضع كتباً بلغات أجنبية.
ومن قائمة مؤلفاته نذكر:
1. الفنون التشكيلية في سورية.
2. الفن عبر التاريخ.
3. الفن الحديث في سورية.
4. تاريخ الفن في العالم
5. الفن الإسلامي.
6. معجم مصطلحات الفنون، ثلاثي اللغات، عربي إنكليزي فرنسي، صدر عن مجمع اللغة العربية بدمشق سنة 1971م.[5]
7. الفن والاستشراق.
8. وثائق ايبلا.
9. جمالية الفن العربي.[6]
10. رواد الفن في البلاد العربية.
11. فلسفة الفن عند أبي حيان التوحيدي.
12. من الحداثة إلى ما بعد الحداثة في الفن.
13. الفن العربي بين الهوية والتبعية
14. سورية التاريخ والحضارة.
15. العمران الثقافي.
16. معجم مصطلحات الخط العربي والخطاطين.[7]
17. علم الجمال.
18. الثقافة بين العالمية وكعولمة.
19. موسوعة التراث المعماري.
20. خطاب الأصالة في الفن والعمارة.
21. معجم العمارة والفن.[8]

## جوائزه
- يحمل 13 وساماً رفيعاً من دول مختلفة.

- الجائزة الأولى في الفن الإسلامي- منظمة العواصم والمدن الإسلامية.
- يحمل عشرات شهادات التقدير.

## وفاته
توفي عفيف البهنسي بدمشق، يوم الخميس 13 صفر 1439هـ الموافق 2 نوفمبر (تشرين الثاني) 2017م، عن عمر ناهز تسعين سنة، ودُفن في مقبرة الشيخ رسلان.